# العمل الديني و تجديد العقل
العمل الديني و تجديد العقل هو كتاب للفيلسوف و الأكاديمي و المفكر طه عبد الرحمان، يحاول فيه تأسيس منظور جديد للعقل بناء على معطيات الحضارة الإسلامية، كما يمتح من التجربة العملية التي يتضمنها التراث الإسلامي، و ينتقد المنظور الغربي للعقل حيث يبين حدوده و نتائجه.
الكتاب صدر عن المركز الثقافي العربي بالدار البيضاء بالمغرب عام 1989، و صدرت منه عدة طبعات آخرها الطبعة الخامسة سنة 2014.

## محتويات الكتاب
مقدمة
الفصل الأول: مقدمنا العقل المجرد.
1. مقدمة الصفة الفعلية للعقل المجرد.
2. مقدمة محدودية العقل المجرد.

الفصل الثاني: الحدود الخاصة للعقل المجرد
1. مسألة الألوهية ومسلك المقاربة
2. الأسماء الحسنى والتقرب بالتسمية.

الفصل الثالث: الحدود العامة للعقل المجرد.
1. الحدود المنطقية
2. الحدود الواقعية
3. الحدود الفلسفية

خلاصة آفاق تكميل العقل المجرد.
الباب الثاني: العقل المسدد وآفاته
الفصل الأول: مقدمتا العقل المسدد
1. مقدمة الصفة العملية للعقل المسدد
2. مقدمة دخول الآفة على العقل المسدد

الممارسة السلفية.
الفصل الثاني: الممارسة الفقهية والآفات الخلقية للعقل المسدد..
1. الممارسة الفقهية والاشتغال بالفرائض
2. الآفات الخلقية للممارسة الفقهية

الفصل الثالث: الممارسة السلفية والآفات العلمية للعقل المسدد.
1. الممارسة السلفية والاشتغال بالإصلاح.
2. الآفات العلمية للممارسة السلفية

خلاصة: آفاق تكميل العقل المسدد.
الباب الثالث: العقل المؤيد وكمالاته
الفصل الأول: مقدمتا العقل المؤيد.
1. مقدمة الصفة التجريبية للعقل المؤيد.
2. مقدمة الصفة الكمالية للعقل المؤيد.

الفصل الثاني: الممارسة الصوفية والكمالات التحقيقية للعقل المؤيد
1. مسألة الألوهية ومسلك القرب.
2. الأسماء الحسنى والتقرب بالذكر

الفصل الثالث: الممارسة الصوفية والكمالات التخليقية للعقل المؤيد
1. أركان مهمة التخليق
2. الصفة الإلزامية لمهمة التخليق

خاتمة: موجز في قوانين مراتب العقلانية.

## ملخص الكتاب
ينتقد المؤلف  مفهوم العقل في الثقافة الغربية، حيث يرى أن  العقل ليس جوهر أي ذات قائمة بالإنسان يفارق بها الحيوان، كما تقول بذلك الثقافة الغربية، و إنما العقل فعل من الافعال أو سلوك من السلوكات مثله مثل البصر. كما يرى أن هذاالعقل المجرد الذي يتشكل من خلال سلوك و منهج يعتمد تقنيات أو إجراءات أو قرارات، تمكن المتوسل بها من تحصيل أقوال مدللة ومتقومة بالصدق ومنسقة فيما بينها. وهذا ما يفرز أو يصنع هذا العقل المجرد المتداول في العلوم النظرية، و لها العقل المجرد حدودا عامة و حدودا خاصة,.
كما ينتقد المنطق التقني الغربي، حيث يشهد العصر الحالي حسب الكاتب سيطرة ما أسماه: التقنية الآلة على الانسان. و التي تقوم على مبدأين خطيرين: مبدأ لاعقلاني:"كل شيء ممكن" و التي تؤدي إلى الخروج عن كل القيود منطقية كانت أو أخلاقية أو طبيعية...، و مبدأ لا أخلاقي: "كل ما كان ممكنا وجب صنعه"، حيث يتم التحلل من كل الموانع الأخلاقية التي تحظر تغییر الخلق أو تدميره.
و في باب آخر يخصصه لما أسماه للعقل المسدد حيث يعرفه و يبين أوصافه. و أصحاب العقل المسدد هم الفقهاء وأصحاب الممارسة النظرية هم المتكلمون.ويبين حدوده و آفاته و منها: آفة التظاهر حيث يعاني أصحابهاما أسماه المؤلف: التكلف و التزلف و التصرف، و آفة التقليد: و يميز فيه الكاتب بين التقليد الاتفاقي و التقليد النظري
و في فصل آخر يفصّل المؤلف كيفيات محاربة السلفية للطرق الصوفية والتي اتخذت في هذه المواجهة ثلاث مظاهر - التبديع و هو ما مارسته السلفية الوهابية اتجاهها، و تجميد الامة و هي التهمة التي  وجهتها لها  السلفية النهضوية و من روادها محمد عبده ورشيد رضا، ومولاة الاستعمار وهي التهمة التي كالتها السلفية الوطنية لها كما في المغرب.
و السبب حسب الكاتب في هذا أن الصوفية في هذه المرحلة وصلت الى مرحلة يسميها التّبرك.
و ينتقد الكاتب السلفية لوقوعها في آفات نظرية و آخرى عملية حسب قوله، و يخلص الكاتب الى أن العقل الكامل هو ما أسماه: العقل المؤيد و لا تظهر كمالاته إلا في الممارسة العقلانية الإسلامية،و يتجلى في الممارسة الصوفية،و يبين شروط هذا العقل و خصائصه، و أنه يرقى بالممارسة الصوفية و الكمالات الخلقية.
كما ينتقد التشدد و التحجر و هي من نتائج ما أسماه الاغتصاب القرباني الذي يتميز بالاغترار بالتسديد و الوقوف عند الظاهر.
و يدافع المؤلف عن ما أسماه العقلانية المؤيدة التي تسلم بوصل العقل بالفعل، وعدم انفصال المعرفة بالله عن العلم بالأشياء، وتؤمن بعدم انفكاك الزيادة في المعرفة عن الفائدة، وهي المرتبة ألاسمى من العقلانيةفي نظره و التي تمكن صاحبها من تلقي الخطاب القرآني بمعانيه الروحية، وليس برسومه اللفظية. ذلك أن العبرة عند العامل بالشرع ليست بالأفكار المجردة بقدر ما هي بالثمار العملية التي تلازم هذه الأفكار أو تنتج عنها. ويشكل، عند طه عبد الرحمان، خطوة بعيدة في تكميل الحقيقة العقلية عند الإنسان؛ إذ إنه يقطع به مرحلة يحصل فيها القدرة على اتقاء الآفات الخلقية للعقل المسدد، كالتظاهر والتقليد، والآفات العلمية للعقل المادي المجرد، كالتجريد والتسييس.

## نقد الكتاب
يطرح المؤلف في كتابه عناصر حداثة إسلامية ذات صبغة أخلاقية ، و يعطي للبعد الأخلاقي للإنسان مكانا أساسيا في المنهج العقلي العلمي، كما يصوغ مصطلحات من قبيل "العقل المجرد" و"العقل المسدد" و"العقل المؤيد" للتعبير عن ثلاث درجات أساسية للعقلانية، ناقدا الحداثة الغربيةوعقلانيتها العلمية، وناقدا أيضا الفكر الإسلامي ببعديه القديم والحديث ، و يخلص إلى أن أكمل العقول هو العقل المؤيد الذي يجمع بين النظر و العمل و التجربة.
وهناك من يرى أن كتاب "العمل الديني وتجديد العقل" هو النبتة الاولى التي غرسها صاحبها في الفكر الاخلاقي، وكذلك التجربة الصوفية. و هناك من يتهمه بالتداخل بين وجهين من أوجه شخصيته وهويته الفكرية، اللتين يحضر بهما في الساحة الفكرية والثقافية؛ فهو يحضر فيها بوجه أستاذ الفلسفة والمنطق وفلسفة اللغة من جهة، ويحضر أيضا من الناحية الثانية بوجه المريد التابع لشيخ الزاوية الذي اخترع له اسم “المخلق”، يستمد منه المدد والتخلق،و المنظر الذي يعمل على إضفاء الطابع “الفكري” على التصوف الطرقي.

## اقتباسات
- العبرة عند العامل بالشرع ليست بالأفكار المجردة بقدر ماهي بالثمار العملية التي تلازم هذه الافكار أو تنتج عنها
- اشترطت الممارسة الشرعية الاسلامية أن لا يقبل من العمل إلا ما ثبت بالدليل وحصل منه اليقين
- إذ على حسب ما يكون الدارس في موافقة فعله لقوله يكون اتباعه والاستفادة منه.
- المذهب المالكي يفرز التصوف كما تفرز الغدة مادتها.